# Källvik, Västerviks kommun
Källvik är en by och tidigare brunnsort nära Loftahammar i Västerviks kommun, Kalmar län.

## Historik
Källvik ligger på byn Aleglos ägor. Ett torp, Kallvikstorpet, omtalas första gången 1784. Här har det funnits flera friskvattenkällor sedan mycket lång tid tillbaka. En av dessa källor vällde fram endast ett tiotal meter från strandkanten och på 1700-talet noterades att denna källa hade ett starkt järnhaltigt vatten, vilket ansågs besitta helbrägdagörande krafter. Upptäckten till trots så kom endast lokalbefolkningen att nyttja källan till en början. Käallan beskrevs bland annat i Tunelds geografis utgåva från 1832. År 1839 lät ägaren till marken uppföra ett litet brunnshus för att underlätta för de människor som sökt sig till "surbrunnen" som källan kallades.
År 1872 öppnade Källviks brunns- och badort av den dåvarande ägaren till marken, Anders Petter Andersson från Aleglo. Anläggningen bestod av en större brunnssalong, ett badhus med fyra badkabinetter och hotell. Till verksamheten knöts även den från Valdemarsvik bördige distriktsläkaren Ossian Nordstedt, vilken kom att tjänstgöra som brunnsläkare. I företagets annonser kunde man läsa att en kur vid Källvik hjälpte mot reumatism, gikt, bleksot, blodbrist, magkatarr och "allmän svaghet". Kombinationen brunnsort-badort tillsammans med goda förbindelser gjorde att verksamheten snabbt blev populär. Ångfartygen Tjust och Gamleby anlade orten på sina resor till och från Stockholm och båtförbindelser fanns även med Västervik, Kalmar och Norrköping.
Några år senare, 1876, stod det så kallade Nya hotellet färdigt och verksamheten hade då bytt ägare till läkaren Emil Ekberg. Denne planerade ytterligare expansion i form av villor och ett societetshus, men planerna kom av sig när Ekberg fick ekonomiska bekymmer. 1881 såldes Nya hotellet till den från USA nyss hemkomne skräddaren Olof Frank. Frank lät omgående teckna en omfattande försäkring för byggnaden och lösöret. Bara några dagar senare, den 24 september 1881, brann hotellet ner till grunden. Frank häktades omedelbart, misstänkt för mordbrand. Till en början nekade han till anklagelserna, men ändrade sig senare plötsligt och erkände. En dom i målet hann dock aldrig avkunnas då Frank avled i fängelset. Branden orsakades av att Frank hade stöpt ljus med undertill förlängda vekar, vilka leddes till en skrubb innehållandes lättantändligt material. Frank hade tänkt ljusen och därefter åkt in till Västervik. Ingen människa omkom i branden.
Brunnsverksamheten kom inte att ta skada av händelsen utan kom fortsatt att vara en populär badort. Från 1890-talet och framåt tog villabyggandet fart och parkanläggningarna runt omkring snyggades upp. 1928 byggdes Societetshuset. Från och med andra världskriget upphörde verksamheten som offentlig brunns- och badanläggning. Det gamla hotellet från 1873 brann ned 1945 och det gamla brunnshuset från 1872 förföll successivt för att rivas 1959.
Efter två somrar som hyresgäster i det s.k. Slottet, ägt av ångbåtsmaskinisten Johansson, lät konstnärsparet Gottfrid Kallstenius och Gerda Roosval-Kallstenius uppföra sommarvilla i Källvik 1904. Trakten var Gottfrid bekant sedan 1883 då han återhämtade sig från reumatisk feber i den lilla brunnsorten. Han var dessutom född i Västervik. Från Källvik kom han att hämta motiv till en stor del av sina målningar fram till bortgången 1943.
I Källvik tillbringade även Povel Ramel några ungdomssomrar, vilket av vissa tros ha inspirerat honom att skriva visan "Sorglösa brunn". Ramel har dock själv dementerat att Källviks brunn skulle ha något med visan att göra. Han satte även upp revyn Sommarfräknar på orten då har var 17 år gammal 1939. Orten finns även beskriven i Ivan Oljelunds roman Stockholmsbarn (1952). Oljelund hade som barn varit utackorderad hos en lantbrukarfamilj i trakten och som fattigbarn observerat de mer välbeställda som vistades på orten.
| ”                                               | Det var herrskap, folk som inte arbetade, som bara låg på sommarnöje eller drack brunn för hälsans skull. | „ |
| – Ivan Oljelund i romanen Stockholmsbarn (1952) | |   |

## Sjöräddningsstation
I Källvik har sedan 1997 Sjöräddningssällskapet sin Räddningsstation Loftahammar.